# شاين ويلان
شاين ويلان (بالإنجليزية: Shane Whelan)‏ هو لاعب كرة قدم أسترالية أسترالي، ولد في 15 يونيو 1946.

## وصلات خارجية
- شاين ويلان على موقع AustralianFootball.com (الإنجليزية)
- شاين ويلان على موقع AFLtables.com (الإنجليزية)